# Linha 12 (Metro de Madrid)

Linha 12 - Oliva

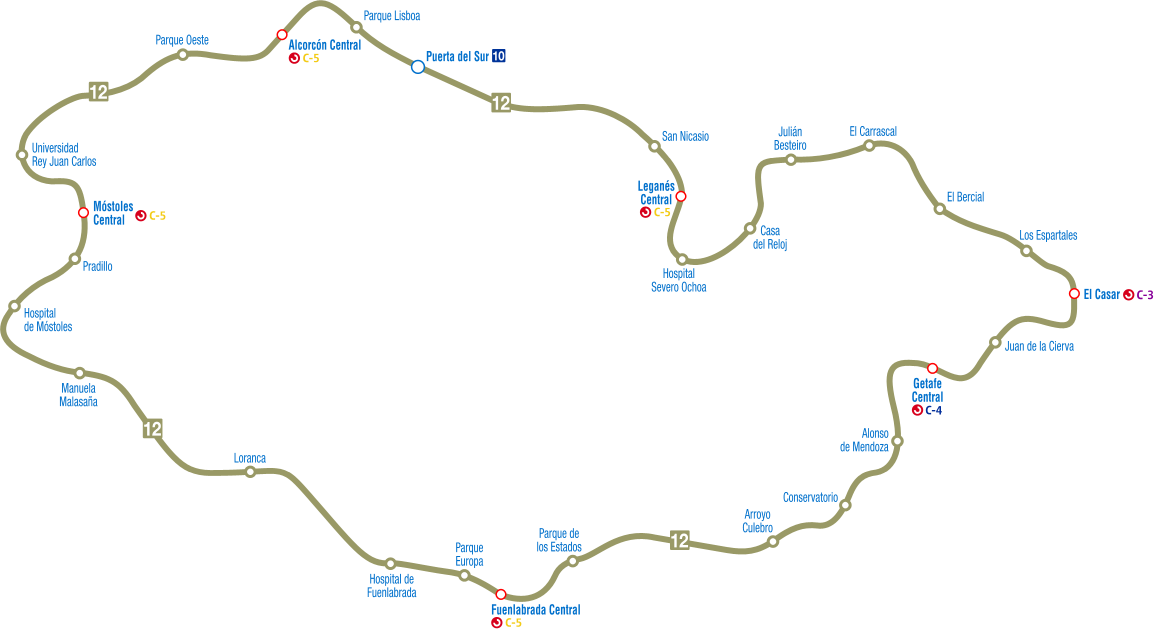
Linha 12 - Oliva

A Linha 12 do Metro de Madrid, mais conhecida por Metrosur tem 41 quilómetros de comprimento e 27 estações.
É uma grande linha circular que percorre os grandes municípios da área metropolitana de Madrid (Alcorcón, Fuenlabrada, Getafe, Leganés e Móstoles) e está ligada ao resto da rede através da Linha 10.
A sua inauguração foi a 11 de Abril de 2003.

## Ligação externa
- Página oficial do Metro de Madrid